# Маттео Дзуппі
Маттео Марія Дзуппі (нар. 11 жовтня 1955, Рим, Італія) — італійський прелат Католицької Церкви, архієпископ Болоньї з 12 грудня 2015 року. Раніше він був єпископом-помічником Риму з 2012 по 2015 рік.
У 2019 році Папа Франциск підвищив його в сан кардинала. З травня 2022 року він є президентом Єпископської конференції Італії.

## Священник
Народився в Римі 11 жовтня 1955 року, він є п'ятим із шести дітей журналіста Енріко та Карли Фумагаллі, племінниці кардинала Карло Конфалоньєрі.  Він відвідував тамтешній ліцей Верджіліо, а потім навчався в семінарії в Палестріні та здобув ступінь бакалавра сакральної теології в Папському Латеранському університеті в Римі. Здобув науковий ступінь в Римському університеті Сапієнца, написавши дисертацію з історії християнства. Він був висвячений на священника єпархії Палестріна 9 травня 1981 року та був призначений парафіяльним вікарієм базиліки Санта-Марія-ін-Трастевере під керівництвом Вінченцо Палья, якого він змінив на посаді пастора церкви з 2000 по 2010 рік. У 1988 році він був інкардинований у Римську архиєпархію
Він працював у Спільноті Святого Егідія, католицькій мирянській асоціації, присвяченій екуменізму та вирішенню конфліктів. Дзуппі був одним із чотирьох посередників дворічних мирних переговорів у Римі, які завершилися Римськими загальними мирними угодами та допомогли припинити громадянську війну в Мозамбіку в 1992 році, За що його було визнано почесним громадянином цієї країни. Дзуппі також відвідав Туреччину в 1993 році, намагаючись добитися звільнення двох італійських туристів, яких утримували курдські повстанці.

## Єпископ і архієпископ
31 січня 2012 року Папа Бенедикт XVI призначив його єпископом-помічником Римської дієцезії та титулярним єпископом Вілла-Нова. Єпископські свячення отримав 14 квітня 2012 року від кардинала Агостіно Валліні, Генерального вікарія Римської дієцезії. Він був єпископом-помічником, відповідальним за центр міста, в тому числі район Трастевере, де знаходиться штаб-квартира Спільноти святого Егідія. Там він очолював зусилля, спрямовані на покращення опіки над бідними та літніми людьми, а також розробляв програми допомоги наркозалежним та циганам. Він також налагодив стосунки з традиціоналістами та відслужив Папську месу за тридентським обрядом.
Папа Римський Франциск призначив його Архієпископом Болоньї 27 жовтня 2015 року.
У травні 2018 року він написав есе до італійського перекладу книги Джеймса Мартіна «Будуємо міст» (Un ponte da costruire). Він написав, що ця книга «корисна для заохочення діалогу, а також взаємного пізнання і розуміння, з огляду на нове пастирське ставлення, яке ми повинні шукати разом з нашими братами та сестрами ЛГБТ», і що вона «допоможе католикам ЛГБТ відчувати себе як вдома в тому, що, врешті-решт, є їхньою Церквою».
1 вересня 2019 року Папа Римський Франциск оголосив, що планує звести Дзуппі в сан кардинала 5 жовтня; він був першим головою італійської кафедри, традиційно очолюваної кардиналом, якого Франциск назвав кардиналом.  5 жовтня 2019 року Папа Франциск призначив його кардиналом-священиком Святого Егідія. 21 лютого 2020 р. він став членом Дикастерії сприяння інтегральному розвитку людини, а 18 квітня 2020 р. — членом Адміністрації спадщини Апостольського Престолу.
14 січня 2022 року в базиліці Святої Марії Ангелів і Мучеників у Римі Дзуппі очолив державні похорони Давида Сассолі, його особистого друга з юнацьких років та президента Європейського парламенту, який помер 11 січня від множинної мієломи.
24 травня 2022 року Папа Франциск, після того, як Конференція представила трьох кандидатів на цю посаду, обрав Дзуппі на п'ятирічний термін на посаду президента Єпископської конференції Італії.
У червні 2022 року кардинала Дзуппі звинуватили в тому, що він приховав те, що критики назвали благословенням гомосексуальної пари після їхнього цивільного вінчання. Редактор італійської газети заявив, що архиєпархія Болоньї зробила низку неправдивих тверджень у заяві, намагаючись виправдати церемонію. «Благословення» П'єтро Моротті та Джакомо Спаньолі відбулося в присутності шести священників у церкві Сан-Лоренцо ді Будріо.
20 травня 2023 року Папа Франциск доручив кардиналу Маттео Дзуппі, архієпископу Болонському, президенту Конференції італійських єпископів, очолити за погодженням з державним секретаріатом (уряд Ватикану — ред.) місію, яка сприятиме зменшенню напруженості в конфлікті в Україні.

## Нагороди
- Орден «За заслуги» II ст. (Україна, 28 грудня 2023) — за вагомий особистий внесок у зміцнення міждержавного співробітництва, підтримку державного суверенітету та територіальної цілісності України, популяризацію Української держави у світі[21]

## Публікації
- Zuppi, Matteo Maria (2010). La Confessione, il perdono per cambiare. Cinisello Balsamo: Edizioni San Paolo. ISBN 978-88-215-6821-3.
- Zuppi, Matteo Maria (2013). Guarire le malattie del cuore: itinerario quaresimale. Cinisello Balsamo: Edizioni San Paolo. ISBN 978-88-215-7649-2.
- Zuppi, Matteo Maria (2019). Odierai il prossimo tuo come te stesso. Perché abbiamo dimenticato la fraternità. Riflessioni sulle paure del tempo presente. Piemme. ISBN 978-8856672336.